# Adelard Mayanga Maku
Adelard Mayanga Maku (Kinshasa, 31 ottobre 1948) è un allenatore di calcio ed ex calciatore della Repubblica Democratica del Congo, di ruolo attaccante.

## Carriera
Insieme alla Nazionale di calcio della Repubblica Democratica del Congo vinse la Coppa d'Africa 1974, si qualificò e giocò il campionato del mondo 1974. Da calciatore vinse 15 titoli, tra cui la Coppa dei Campioni d'Africa nel 1973 e cinque doppiette nazionali. Nel 2001 divenne commissario tecnico della Repubblica Democratica del Congo.

## Palmarès

### Club

#### Competizioni nazionali
- Linafoot: 7

Vita Club: 1970, 1971, 1972, 1973, 1975, 1977, 1980
- Coupe de République démocratique du Congo: 7

Vita Club: 1971, 1972, 1973, 1975, 1977, 1981, 1982

#### Competizioni internazionali
- CAF Champions League: 1

Vita Club: 1973

### Nazionale
- Coppa d'Africa: 1

Egitto 1974